# Antje Leser

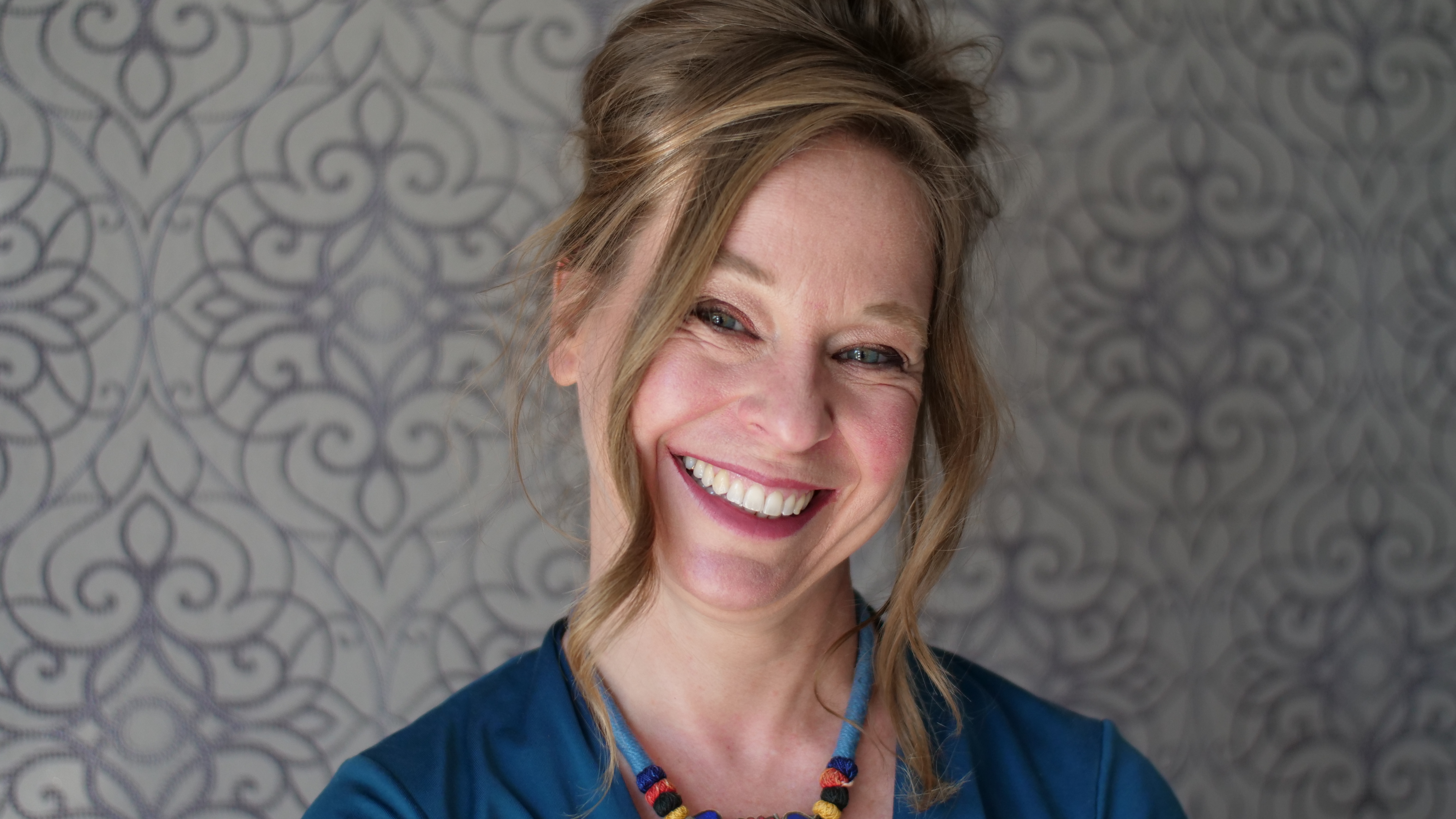
Antje Leser (2020)

Antje Leser (* 21. Mai 1970 in Kaiserslautern) ist eine deutsche Kinder- und Jugendbuchautorin.

## Biografie
Antje Leser studierte Germanistik, Romanistik und Mediävistik in Gießen, Heidelberg und Freiburg, wo sie 1997 mit einem Magister Artium abschloss. Parallel dazu mehrmonatiges Auslandspraktikum am Goethe-Institut in Lille, in der Kultur- und Presse-Abteilung. Nachdem sie einige Zeit als Technische Redakteurin tätig gewesen war, machte sie sich als freie Autorin, Texterin, Lektorin und Journalistin selbstständig. 2013 erschien ihr erstes Kinderbuch Unterm Gras, welches im Januar 2015 mit dem LesePeter ausgezeichnet wurde.
Einige Jahre lebte sie mit ihrer Familie zwischen New York und Boston in Connecticut. Heute lebt sie mit ihrem Mann in der Nähe von Bonn.

## Werke
Kinderbücher
- Edgar, Ellen & Poe: Rabenstarker Hexenmut, Ueberreuter, Berlin 2021, ISBN 978-3-7641-5189-8
- Holunder Trotz – Ein Troll für alle Fälle, Ueberreuter, Berlin 2019, ISBN 978-3-7641-5154-6
- Sprötze & Flitze – Zwei Zumbolde für alle Fälle, Ueberreuter, Berlin 2018, ISBN 978-3-7641-5132-4
- Unterm Gras, Dix Verlag & PR, Düren 2013, ISBN 978-3-9416-5192-0

Jugendbücher
- Luftschlösser sind schwer zu knacken, Magellan, Bamberg 2020, ISBN 978-3-7348-5049-3
- Emily Winter (Pseudonym): WildArt. Kiss. Lovepiece für dich, Arena Digi:tales, Würzburg 2017, ISBN 978-3-401-84004-8